# Diócesis de Ratisbona
La diócesis de Ratisbona (en latín: Dioecesis Ratisbonensis y en alemán: Bistum Regensburg) es una circunscripción eclesiástica de la Iglesia católica en Alemania. Se trata de una diócesis latina, sufragánea de la arquidiócesis de Múnich y Frisinga. Desde el 6 de diciembre de 2012 su obispo es Rudolf Voderholzer.

## Territorio y organización

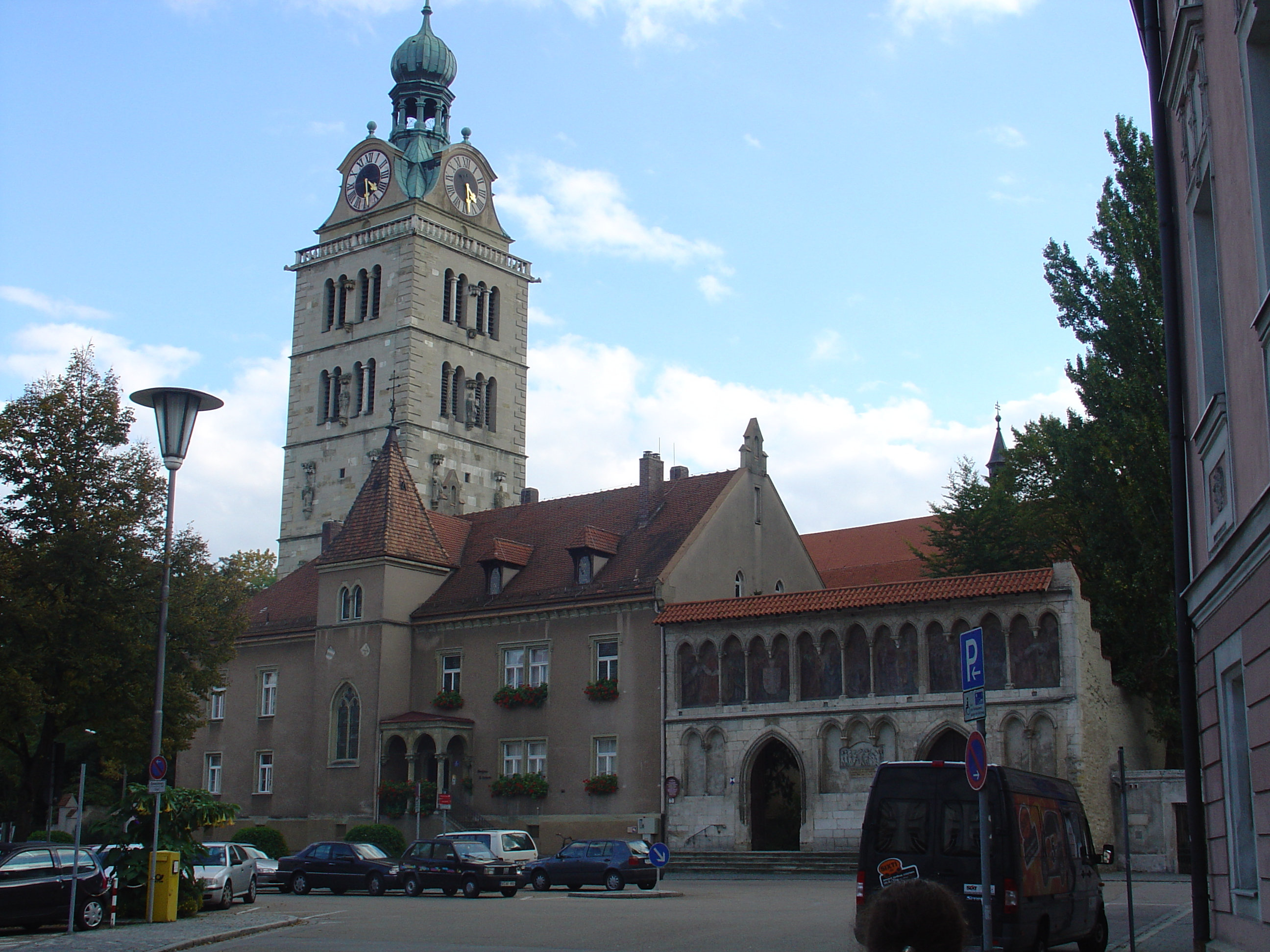
Abadía y basílica de San Emerano, en Ratisbona

La diócesis tiene 14 665 km² y extiende su jurisdicción sobre los fieles católicos de rito latino residentes en la parte oriental del estado de Baviera, que abarca gran parte de los distritos administrativos del Alto Palatinado y la Baja Baviera, así como zonas más pequeñas de la Alta Franconia y la Alta Baviera.

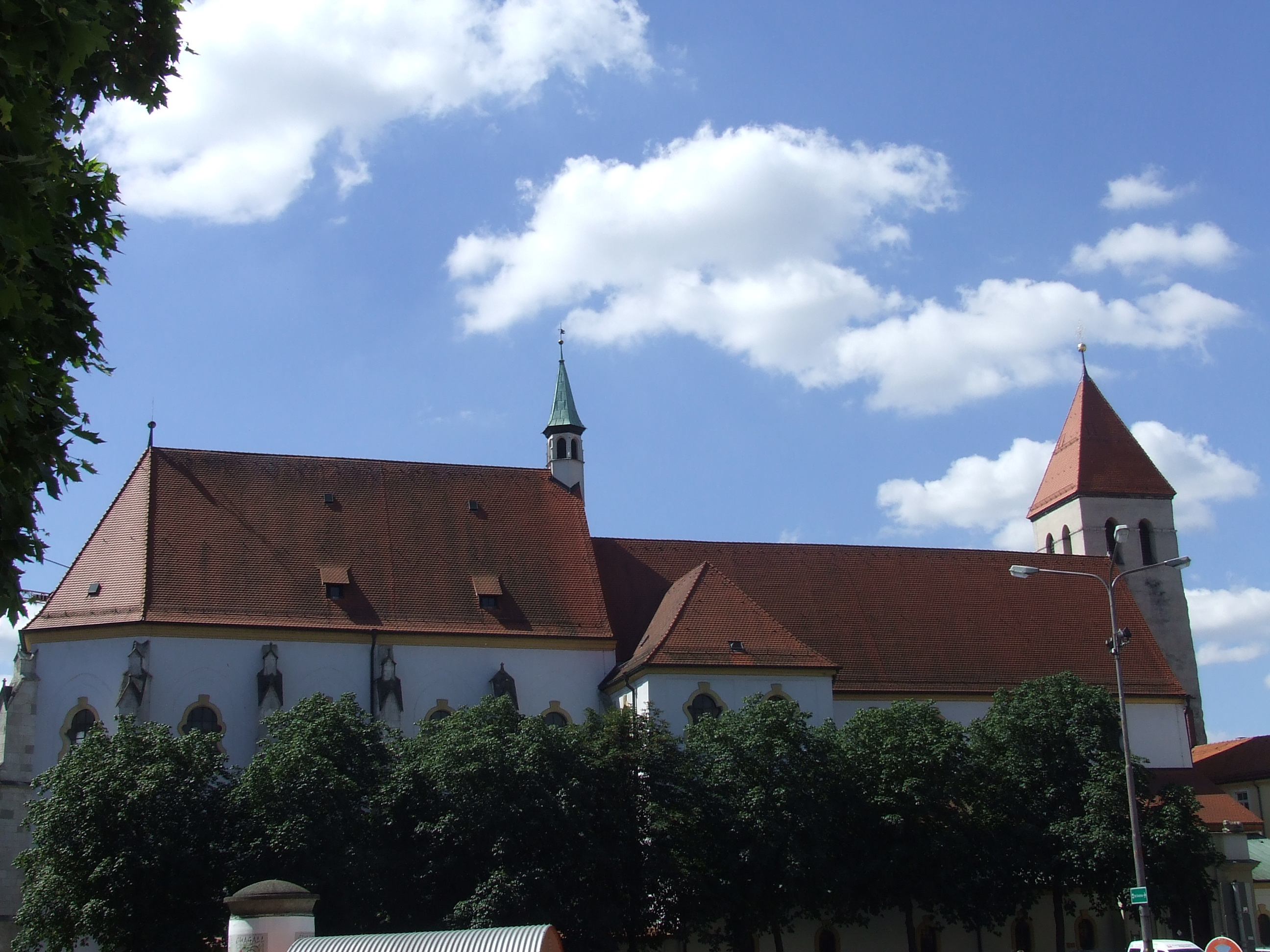
Basílica de la Natividad de Nuestra Señora, en Ratisbona

La sede de la diócesis se encuentra en la ciudad de Ratisbona, en donde se halla la Catedral de San Pedro y las basílicas menores de San Emerano y de la Natividad de Nuestra Señora. Existen además otras 3 basílicas menores: la de la Asunción y de San Juan Evangelista, en Waldsassen; la de Santiago, en Straubing; y la de San Martín, en Amberg.

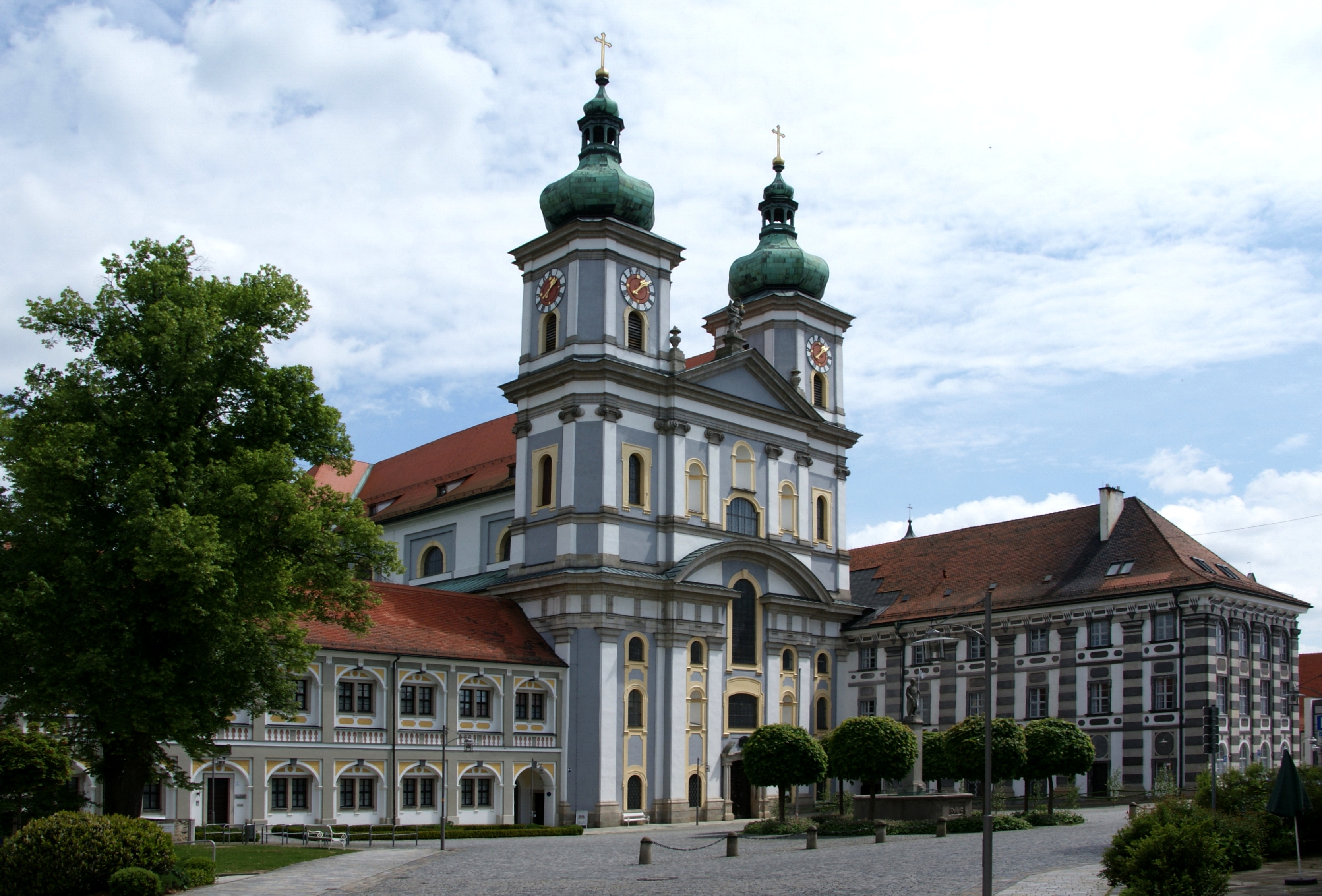
Basílica de la Asunción y de San Juan Evangelista, en la abadía de Waldsassen

En 2023 en la diócesis existían 631 parroquias agrupadas en 33 decanatos, a su vez 8 agrupados en regiones: Region I-Regensburg, Region II-Landshut, Region III-Straubing-Deggendorf, Region IV-Kelheim, Region V-Cham, Region VI-Amberg-Schwandorf, Region VII-Weiden y Region VIII-Tirschenreuth-Wunsiedel.

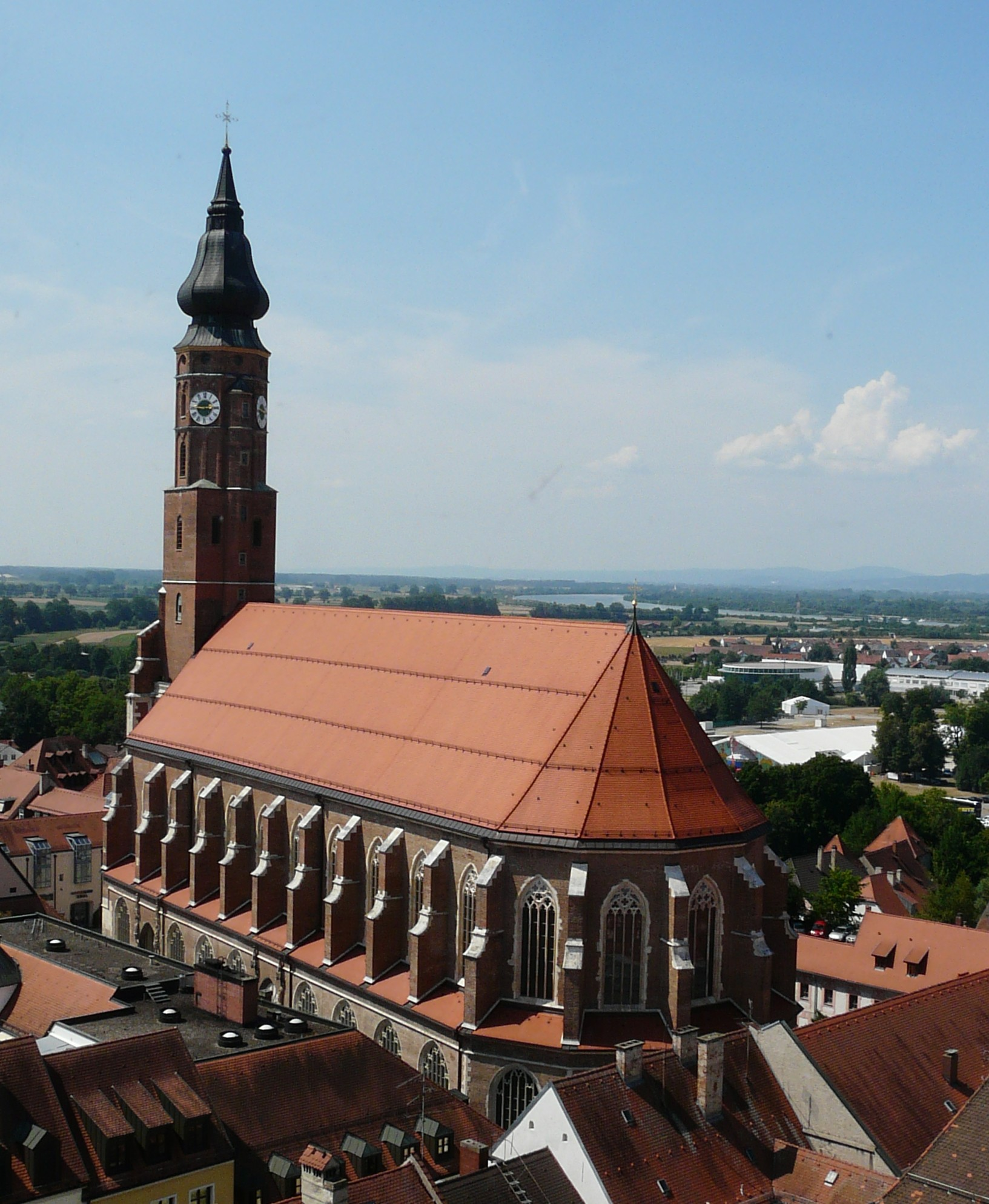
Basílica de Santiago, en Straubing

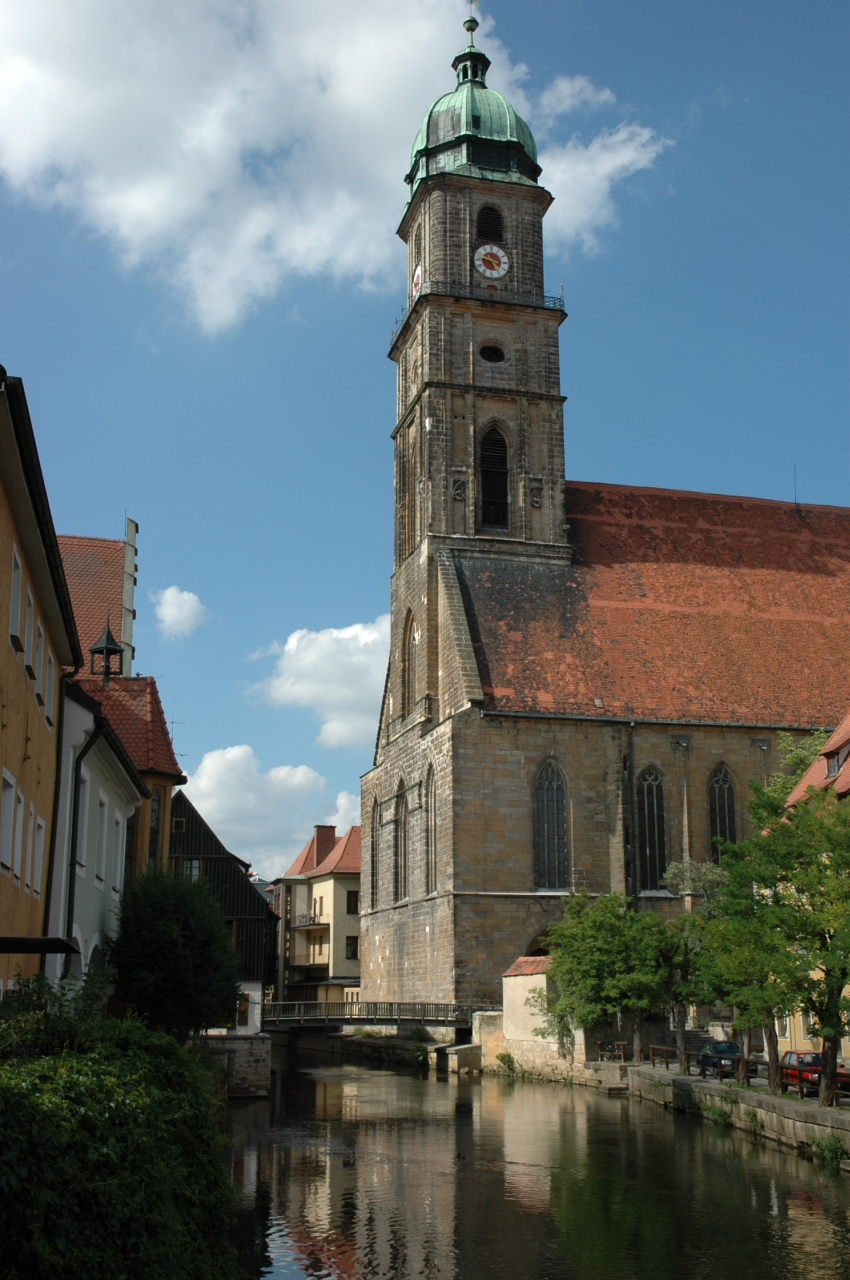
Basílica de San Martín, en Amberg

## Historia
Entre los siglos VII y VIII, el cristianismo pudo extenderse y consolidarse en la zona gracias a la labor de los monjes misioneros irlandeses, entre ellos el abad Colombano, fundador de la abadía de Luxeuil en 590, una de las más importantes y conocidas del Reino Franco y matriz de cientos de monasterios en todo el reino gracias a sus numerosos monjes, entre los que destaca Galo de Arbona, fundador de la abadía de San Galo (612), además Ratisbona fue el centro de la evangelización de Baviera por vía itinerante de obispos de la escuela irlandesa como Emerano († 652), Ruperto de Salzburgo (hacia 697), conocido como el apóstol de Baviera, Erardo de Ratisbona (hacia 700-720) y el beato Alberto (hacia 720).
En 739 Bonifacio dividió el Ducado de Baviera en cuatro diócesis: Ratisbona, Frisinga, Passau y Salzburgo.
En 798 Salzburgo fue elevada a la sede metropolitana y la diócesis de Ratisbona se convirtió en su sufragánea.
En el siglo IX la acción evangelizadora se desplazó hacia el este, donde se asentaron los eslavos y empezó a gravitar en torno a la diócesis de Ratisbona un territorio muy extenso que incluía Bohemia, Moravia, parte de la actual Eslovaquia y parte de Panonia. El primer éxito de la evangelización fue el bautismo de catorce príncipes bohemios en 847 por el obispo Baturico.
En junio de 880 Metodio fue elegido arzobispo de Moravia y Panonia. La diócesis de Nitra se erigió como la primera sede territorial del proyecto misionero de Metodio. En 973 se erigió la diócesis de Praga, que inicialmente incluía Bohemia, Silesia con Cracovia, Lusacia, Moravia, Panonia occidental hasta los ríos Váh y Danubio y la Baja Austria entre los ríos Thaya y Kamp.
En 975 se fundó el famoso coro de la catedral de Ratisbona, el Regensburger Domspatzen que acompañó ininterrumpidamente la historia de la diócesis.
Los siglos X y XI vieron el florecimiento de numerosos monasterios, que en su mayoría adoptaron la regla benedictina. También siguieron nuevas fundaciones de monasterios en los siglos siguientes, también por carmelitas, dominicos y franciscanos. En el siglo XIII, el obispado de Ratisbona se convirtió en un principado eclesiástico dentro del Sacro Imperio Romano Germánico.
En las primeras tres décadas del siglo XVI, el obispo Juan III se opuso efectivamente a la Reforma protestante, pero su sucesor Pankraz von Sinzenhofen permitió que las nuevas doctrinas se extendieran hasta tal punto que los protestantes destruyeron la catedral. El escenario cambió a favor de los católicos en la segunda mitad del siglo, tanto por la evolución de la situación política como por la predicación de los jesuitas, que fundaron un colegio en Ratisbona en 1589. Algunas parroquias volvieron al catolicismo en 1614.
Posteriormente, la guerra de los Treinta Años causó muchos daños a la ciudad y a la diócesis, que vio sus bienes robados, el clero hostigado y el obispo encarcelado.
El seminario diocesano se estableció en 1653.
Alberto Segismundo en 1668 inició la serie de obispos de la Casa de Baviera, que se sucederán en la cátedra de Ratisbona durante 95 años.
En 1803 Napoleón trasladó al arzobispo de Maguncia a Ratisbona con el título de arzobispo de Ratisbona y primado de Alemania. Estas decisiones fueron ratificadas por el papa Pío VII el 1 de febrero de 1805 con la bula In universalis Ecclesiae.
En 1810, en época napoleónica, a pesar de la presencia como obispo coadjutor del cardenal Joseph Fesch, tío del emperador francés, el principado eclesiástico llegó a su fin y fue anexionado por el Reino de Baviera.
En 1817, a la muerte del arzobispo, Ratisbona volvió a ser una diócesis sufragánea, adscrita a la nueva sede metropolitana de Múnich y Frisinga tras el Concordato de 1817-1818.
Durante el siglo XX la diócesis experimentó varios cambios territoriales menores. El 29 de diciembre de 1910, por decreto de la Congregación Consistorial se modificaron los límites de las parroquias de Schönau y Neuhofen, en la diócesis de Passau, y los de Falkenberg, en la diócesis de Ratisbona. El 6 de abril de 1922, por decreto de la Congregación Consistorial la parroquia de Kirchenthumbach se amplió, adquiriendo algunas localidades que habían pertenecido a la parroquia de Hopfenohe, en la arquidiócesis de Bamberg. El 21 de mayo de 1917, mediante el decreto Quo melius la parroquia de Geisenfeld, en la diócesis de Ratisbona, cedió algunas localidades a la parroquia de Fahlenbach, en la diócesis de Augsburgo. El 6 de abril de 1922, mediante el decreto Cum Reverendissimus la parroquia de Hebertsfelden, en la diócesis de Ratisbona, cedió algunas localidades a la parroquia de Neuhofen. El 9 de febrero de 1925 mediante el decreto Quum incolae la parroquia de Egglkofen cedió algunas localidades a la parroquia de Schönberg en la arquidiócesis de Múnich y Frisinga. El 14 de abril de 1926, mediante los decretos Incolae villae y Rogante Episcopo, tuvo lugar un intercambio de territorios con la diócesis de Eichstätt, involucrando las parroquias de Ursensollen, Hörmannsdorf y Lenting de esa diócesis y de St. George del distrito de Hausen de Ursensollen, Lupburg y Kösching en la diócesis de Ratisbona. El 30 de julio del mismo año mediante el decreto Rogante Ordinario la parroquia de Au cedió una localidad a la parroquia de Reichertshausen en la arquidiócesis de Múnich y Frisinga. El 22 de abril de 1927 mediante el decreto Antonius, la parroquia de Geisenhausen, en la diócesis de Ratisbona, fue ampliada mediante una transferencia territorial de la parroquia de Förnbach, en la arquidiócesis de Múnich y Frisinga. El 7 de enero de 1930 mediante el decreto Cum episcopus, una localidad de la parroquia de Appertshofen, en la diócesis de Ratisbona, fue transferida a la parroquia de Denkendorf, en la diócesis de Eichstätt. El 19 de diciembre de 1936 mediante el decreto Fideles pagi una localidad de la parroquia de Geisenfeld, en la diócesis de Ratisbona, fue cedida a la parroquia de Manching, en la diócesis de Augsburgo. El 7 de enero de 1957 mediante el decreto Ad satius consulendum la parroquia de Volkenschwand, en la diócesis de Ratisbona, se amplió mediante una transferencia territorial de la parroquia de Margarethenried, en la arquidiócesis de Múnich y Frisinga. El 2 de mayo de 1966 mediante el decreto Quo uberius algunas localidades de la parroquia suprimida de Pielenhofen y otras localidades de la parroquia de Utzenhofen, en la diócesis de Ratisbona, pasaron a la diócesis de Eichstätt. El 11 de junio de 1968 mediante el decreto Ad satius saluti cedió más localidades cerca de Lupburg a la diócesis de Eichstätt.
La diócesis recibió la visita del papa Benedicto XVI en 2006.

## Estadísticas
Según el Anuario Pontificio 2024 la diócesis tenía a fines de 2023 un total de 1 071 637 fieles bautizados.
| Año                                                                             | Población            | Población | Población      | Sacerdotes | Sacerdotes    | Sacerdotes    | Bautizados por sacerdote | Diáconos permanentes | Religiosos | Religiosos | Parroquias |
| Año                                                                             | Bautizados católicos | Total     | % de católicos | Total      | Clero secular | Clero regular | Bautizados por sacerdote | Diáconos permanentes | Varones    | Mujeres    | Parroquias |
| ------------------------------------------------------------------------------- | -------------------- | --------- | -------------- | ---------- | ------------- | ------------- | ------------------------ | -------------------- | ---------- | ---------- | ---------- |
| 1949                                                                            | 1 224 482            | 1 474 752 | 83.0           | 1513       | 1221          | 292           | 809                      |                      | 700        | 4150       | 532        |
| 1970                                                                            | 1 331 104            | 1 555 104 | 85.6           | 1376       | 1126          | 250           | 967                      |                      | 541        | 4335       | 773        |
| 1980                                                                            | 1 352 888            | 1 585 621 | 85.3           | 1355       | 1090          | 265           | 998                      | 16                   | 471        | 3550       | 625        |
| 1990                                                                            | 1 313 561            | 1 544 450 | 85.1           | 1227       | 999           | 228           | 1070                     | 28                   | 416        | 2674       | 629        |
| 2000                                                                            | 1 342 528            | 1 594 376 | 84.2           | 1116       | 909           | 207           | 1202                     | 62                   | 321        | 1853       | 630        |
| 2002                                                                            | 1 342 671            | 1 619 388 | 82.9           | 1092       | 883           | 209           | 1229                     | 73                   | 314        | 1701       | 631        |
| 2004                                                                            | 1 345 022            | 1 643 587 | 81.8           | 1067       | 864           | 203           | 1260                     | 86                   | 294        | 1573       | 631        |
| 2010                                                                            | 1 230 586            | 1 686 000 | 73.0           | 1026       | 812           | 214           | 1199                     | 106                  | 360        | 1273       | 631        |
| 2014                                                                            | 1 200 209            | 1 714 000 | 70.0           | 945        | 768           | 177           | 1270                     | 105                  | 357        | 1103       | 631        |
| 2017                                                                            | 1 176 105            | 1 734 300 | 67.8           | 954        | 742           | 212           | 1232                     | 106                  | 417        | 1230       | 631        |
| 2020                                                                            | 1 158 230            | 1 749 900 | 66.2           | 941        | 726           | 215           | 1230                     | 110                  | 941        | 1080       | 631        |
| 2022                                                                            | 1 102 528            | 1 750 532 | 63.0           | 829        | 706           | 123           | 1329                     | 109                  | 1116       | 1032       | 631        |
| 2023                                                                            | 1 071 637            | 1 770 000 | 60.5           | 830        | 692           | 138           | 1291                     | 109                  | 1131       | 1032       | 631        |
| Fuente: Catholic-Hierarchy, que a su vez toma los datos del Anuario Pontificio. |                      |           |                |            |               |               |                          |                      |            |            |            |

## Episcopologio

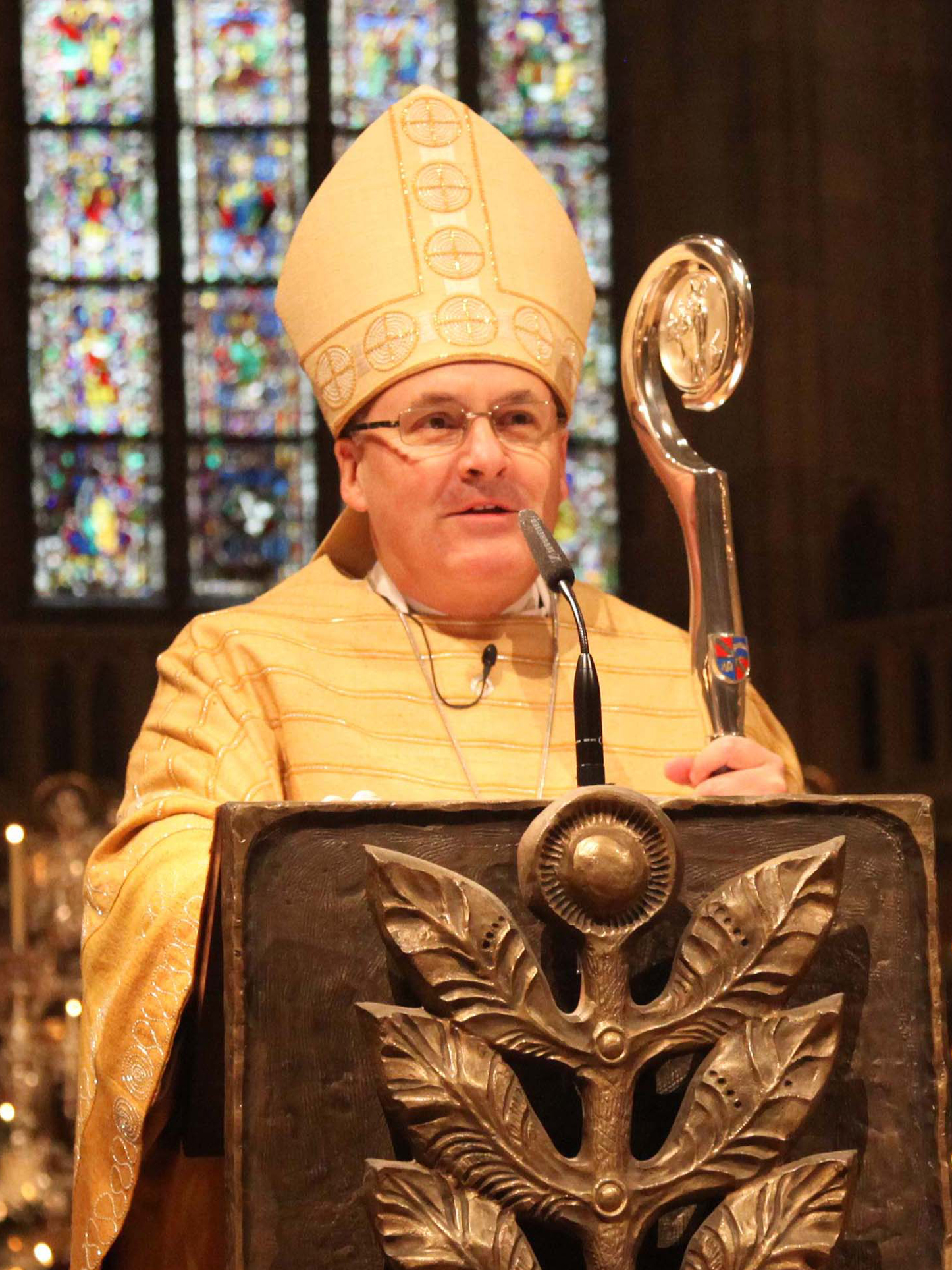
Rudolf Voderholzer, obispo de Ratisbona desde 2012

- Beato Gaubaldo † (739-23 de diciembre de 761 falleció)
- Sigerico † (762-768? falleció)
- Simperto o Sindberto † (768-29 de septiembre de 791 falleció)
- Adalvino † (791-12 de octubre de 816 falleció)[nota 3]
- Baturico † (817-12 de enero de 847 falleció)
- Erchanfrido † (847-1 de agosto de 864 falleció)
- Ambrico † (864-14 de julio de 891 falleció)
- Ansperto † (891-12 de marzo de 893 o 894 falleció)
- Beato Tuto † (893 o 894-10 de octubre de 930 falleció)
- Isangrim † (930-4 de enero de 941 falleció)
- Beato Gunther † (941-8 de octubre de 941 falleció)
- Michele † (941-23 de septiembre de 972 falleció)
- San Volfango † (972-31 de octubre de 994 falleció)
- Gebardo de Svevia † (994-27 de marzo de 1023 falleció)
- Gebardo de Hohenwart † (1023-marzo de 1036 falleció)
- Gebardo de Hohenlohe † (1036-2 de diciembre de 1060 falleció)
- Otto de Riedenburg † (1060-6 de julio de 1089 falleció)
- Gebardo de Gosham † (1089-14 de julio de 1105 o 1106 falleció)
- Hartwig de Spanheim † (1106-3 marzo o 17 de mayo de 1126 falleció)
- Corrado I de Raitenbuch † (1126-19 de mayo de 1132 falleció)
- Enrico de Wolfratshausen † (1132-10 de mayo de 1155 falleció)
- Hartwig de Ortenburg † (1155-22 de agosto de 1164 falleció)
- Eberardo lo Svevo † (1164-24 de agosto de 1167 falleció)
- Corrado II de Raitenbuch † (17 de octubre de 1167-11 de junio de 1185 falleció)
- Corrado de Laichling † (3 de marzo de 1187 consagrado-23 de abril de 1204 falleció)
- Corrado de Frontenhausen † (23 de abril de 1204-9 de abril de 1226 falleció)
- Sigfrido † (10 de junio de 1227-19 de marzo de 1246 falleció)
- Alberto de Pietengau † (1247-1259 depuesto)
- San Alberto Magno, O.P. † (5 de enero de 1260-febrero de 1262 renunció)
- Leo Thundorfer † (11 de mayo de 262-12 de julio de 1277 falleció)
- Enrico von Rotteneck † (18 de agosto de 1277-26 de julio de 1296 falleció)
- Corrado von Luppurg † (1 de agosto de 1296-26 de enero de 1313 falleció)
- Nicholaus von Stachowitz † (9 de abril de 1313-11 de octubre de 1340 falleció)
- Federico de Zollern-Norimberga † (8 de marzo de 1342-abril de 1365 falleció)
- Enrico von Stein † (1365-1368 falleció)
- Corrado von Haimberg † (4 de diciembre de 1368-31 de julio de 1381 falleció)
- Teodorico von Abensberg † (1381-5 de noviembre de 1383 falleció)
- Johann von Moosburg † (16 de octubre de 1384-25 de abril de 1409 falleció)
- Alberto von Stauf † (24 de julio de 1409-10 de julio de 1421 falleció)
- Giovanni von Streitberg † (24 de septiembre de 1421-1 de abril de 1428 falleció)
- Corrado von Soest † (16 de junio de 1428-10 de mayo de 1437 falleció)
- Friedrich von Parsberg † (28 de junio de 1437-28 de febrero de 1450 falleció)
- Friedrich von Plankenfels † (23 de marzo de 1450-24 de mayo de 1457 falleció)
- Rupert von Bayern-Moosbach † (4 de septiembre de 1457-1 de septiembre de 1465 falleció)
- Heinrich von Absberg † (3 de enero de 1466-26 de julio de 1492 falleció)
- Rupert von Bayern † (26 de julio de 1492 por sucesión-19 de abril de 1507 falleció)
- Giovanni del Palatinato † (27 de octubre de 1507-3 de febrero de 1538 falleció)
- Pankraz von Sinzenhofen † (15 de noviembre de 1538-24 de julio de 1548 falleció)
- Georg von Pappenheim † (5 de octubre de 1548-10 de diciembre de 1563 falleció)
- Vitus von Fraunberg † (21 de junio de 1564-21 de enero de 1567 falleció)
- David Kölderer von Burgstall † (24 de enero de 1569-22 de junio de 1579 falleció)
- Philipp Wilhelm von Bayern † (14 de julio de 1579-18 de mayo de 1598 falleció)
- Sigmund von Fugger † (26 de octubre de 1598-5 de noviembre de 1600 falleció)
- Wolfgang von Hausen † (14 de enero de 1602-3 de septiembre de 1613 falleció)
- Albert von Toerring-Stein † (17 de febrero de 1614-12 de abril de 1649 falleció)
- Franz Wilhelm von Wartenberg † (12 de abril de 1649 por sucesión-1 de diciembre de 1661 falleció)
- Johann Georg von Herberstein † (9 de abril de 1663-12 de junio de 1663 falleció)[nota 4]
- Adam Lorenz von Toerring-Stein † (11 de febrero de 1664-16 de agosto de 1666 falleció)
- Guidobaldo Thun † (16 de marzo de 1667-1 de junio de 1668 falleció)
- Alberto Sigismondo de Baviera † (3 de junio de 1669-4 de noviembre de 1685 falleció)
- Giuseppe Clemente de Baviera † (4 de noviembre de 1685-1716 renunció)
- Clemente Augusto de Baviera † (19 de mayo de 1716-26 de abril de 1719 nombrado obispo de Münster)[nota 5]
- Giovanni Teodoro de Baviera † (14 de octubre de 1721-23 de febrero de 1727 sucedió al obispo de Frisinga)
  - Giovanni Teodoro de Baviera † (23 de febrero de 1727-27 de enero de 1763 falleció) (administrador apostólico)
- Clemente Venceslao de Sassonia † (4 de mayo de 1764-14 de marzo de 1768 nombrado arzobispo de Tréveris)
- Anton Ignaz von Fugger-Glött † (12 de junio de 1769-15 de febrero de 1787 falleció)
- Maximilian Prokop von Törring † (28 de septiembre de 1787-30 de diciembre de 1789 falleció)
- Joseph Konrad von Schroffenberg † (21 de junio de 1790-4 de abril de 1803 falleció)
- Karl Theodor von Dalberg † (1 de febrero de 1805-10 de febrero de 1817 falleció)
- Johann Nepomuk von Wolf † (6 de abril de 1818-23 de agosto de 1829 falleció)
- Johann Michael von Sailer † (23 de octubre de 1829 por sucesión-20 de mayo de 1832 falleció)
  - Georg Michael Wittmann † (25 de julio de 1832-8 de marzo de 1833 falleció) (obispo electo)[nota 6]
- Franz Xaver von Schwäbl † (15 de abril de 1833-12 de julio de 1841 falleció)
- Valentin von Riedel † (24 de enero de 1842-6 de noviembre de 1857 falleció)
- Ignatius von Senestrey † (18 de marzo de 1858-16 de agosto de 1906 falleció)
- Antonius von Henle † (6 de diciembre de 1906-11 de octubre de 1927 falleció)
- Michael Buchberger † (19 de diciembre de 1927-10 de junio de 1961 falleció)
- Rudolf Graber † (28 de marzo de 1962-14 de septiembre de 1981 retirado)
- Manfred Müller † (16 de junio de 1982-15 de enero de 2002 retirado)
- Gerhard Ludwig Müller (1 de octubre de 2002-2 de julio de 2012 nombrado prefecto de la Congregación para la Doctrina de la Fe)
- Rudolf Voderholzer, desde el 6 de diciembre de 2012